# Chapusongs
Chapusongs es el tercer álbum de estudio de la banda argentina Árbol. El CD fue lanzado en 2002 y cuenta con 14 canciones, las cuales tienen una gran variedad de géneros. El álbum, producido por Gustavo Santaolalla, mezcla eficaz y poderosamente un abanico de estilos que incluye el rock, el hardcore, el ska y el folclore. El disco fue muy exitoso, llevando a la banda a un éxito que más tarde se concretaría con Guau!. Fue catalogado por la revista Rolling Stone Argentina como uno de los 5 mejores discos del 2002.

## Lista de canciones
| N.º | Título                | Letras                        | Música                                          | Duración |  |
| 1.  | «De arriba, de abajo» | Eduardo Schmidt, Pablo Romero | Schmidt, Romero                                 | 3:36     |  |
| 2.  | «La vida»             | Schmidt                       | Schmidt                                         | 2:30     |  |
| 3.  | «La nena monstruo»    | Schmidt, Sebastián Bianchini  | Schmidt, Bianchini, Romero                      | 3:09     |  |
| 4.  | «Son todas putas»     | Schmidt                       | Schmidt                                         | 1:39     |  |
| 5.  | «Esperar»             | Schmidt                       | Schmidt, Romero                                 | 4:34     |  |
| 6.  | «Chapusongs»          | Schmidt                       | Schmidt, Bianchini                              | 2:22     |  |
| 7.  | «Cosa Cuosa»          | Schmidt                       | Schmidt, Romero                                 | 2:20     |  |
| 8.  | «Cáscara máscara»     | Schmidt                       | Schmidt                                         | 3:21     |  |
| 9.  | «Enes»                | Schmidt                       | Schmidt, Romero                                 | 3:14     |  |
| 10. | «Vomitando flores»    | Schmidt, Bianchini            | Bianchini                                       | 2:51     |  |
| 11. | «Ya lo sabemos»       | Schmidt, Romero               | Romero                                          | 3:17     |  |
| 12. | «Dale vida»           | Schmidt                       | Schmidt, Romero                                 | 3:57     |  |
| 13. | «Ya sé»               | Schmidt                       | Schmidt, Romero                                 | 2:53     |  |
| 14. | «Ya Me Voy»           | Schmidt                       | Schmidt, Romero, Hernán Bruckner, Martin Millán | 2:55     |  |

## Ficha técnica
Árbol
- Eduardo Schmidt - voz, violín, acordeón, charango, melódica, trompeta, arreglos en "Esperar" y "Chapusongs"
- Pablo Romero - voz, guitarra eléctrica, percusión, trombón, balalaika, arreglos en "Esperar"
- Sebastián Bianchini - voz, bajo, guitarra acústica, Chapman stick, cajón
- Martín Millán - voz, batería, xilófono, melódica, caja de ritmos Boss DR-55
- Hernán Bruckner - voz, guitarra eléctrica, guitarra acústica

Músicos invitados
- Gustavo Santaolalla - coros, teclados, percusión
- Aníbal Kerpel - teclados
- Banda Municipal de Ayacucho en "Chapusongs"
- Allan Mautner, Harry Scorzo, Mike Harrison, Virginia Frazier - cuerdas en esperar

Producción
- Diseño Gráfico y Dirección de Arte: Edoardo Chavarín.
- Ilustraciones: Robby Vient y Edoardo Chavarín.
- Matías Fernández - arreglos en "Chapusongs".
- David Stout - arreglos en "Esperar".
- Grabación: Grabado en Panda Bs. As. y La Casa, L. A. por Richard Troilo y Aníbal Kerpel.
- Mezcla: La Casa por Joe Ciccarelli, Gustavo Santaolalla y Aníbal Kerpel.
- Ingenieros y asistentes: Demian Chorowitz, Martín Ruso (Panda) John Chamberlin (La Casa).
- Mastering: Presision Mastering, L. A. por Tom Baker.
- Producción: Gustavo Santaolalla.
- Productor asociado: Aníbal Kerpel.

- Datos: Q5484989